# Inquisition (Band)
Inquisition ist eine kolumbianische/US-amerikanische Black-Metal-Band.

## Geschichte
Inquisition wurde 1988 von Dagon in Cali, Kolumbien, unter dem Namen Guillotine gegründet und spielte damals Thrash Metal im Stil von Sadus und Kreator. Für Dagon ist dies eine Phase des Lernens und sowohl des musikalischen Wachstums als auch der ideologischen Entwicklung hin zu dem, was Inquisition heute sei. Zunächst erschienen weder Demos noch andere offizielle Aufnahmen, es gab jedoch eine Proberaumaufnahme, die laut Dagon theoretisch im Untergrund auftauchen könnte, und einen auf Video aufgenommenen Auftritt der Band, als sie 1988 erstmals live und im Vorprogramm von Nemesis und Reencarnacion auftrat. Diese Zeit sieht Dagon auch als Geburt von Inquisition an. 1989 wurde die Band umbenannt, was zunächst die einzige Änderung bedeutete und laut Dagon auch nötig war, da er von weiteren Bands namens Guillotine hörte.
Die erste EP wurde im September 1990 aufgenommen und 1991 veröffentlicht; die Lieder waren 1989 geschrieben worden, konnten aber aus finanziellen Gründen zunächst nicht aufgenommen werden. Als vorteilhaft sieht Dagon dagegen an, dass die Band die Performance in der Zwischenzeit verbessern konnte. Die EP sollte ursprünglich in einer Auflage von 500 Exemplaren erscheinen, wegen Problemen mit dem Presswerk erschienen aber nur etwa 400.
1993 erschien die Demokassette Forever Under, auf der die Band eine rohe und dunkle Form von Thrash Metal aus der Spätphase des Genres spielte, in der dieses vom Death Metal verdrängt wurde und der nordeuropäische Black-Metal-Zirkel anwuchs. Die Titel stammten aus der Zeit von 1990, einige davon konnten 1990 aus finanziellen Gründen nicht für die EP aufgenommen werden. Die Demos wurden von Dagon manuell überspielt, ohne die Anzahl der verbreiteten Exemplare im Auge zu behalten. Bei genauem Hören könne man laut Dagon in diesen ersten Veröffentlichungen die Wurzeln dessen hören, was Inquisitions heutigen Stil beeinflusst habe.
Mitte der 1990er veränderte die Band ihren Stil; auf der EP Incense of Rest vermischte sie blastbeat-lastigen Death Metal mit traditionellem, melodischem Black Metal in mittlerem Tempo, wobei der Gesang zwischen Growling und Screaming wechselte.
Ab dem Album Into the Infernal Regions of the Ancient Cult spielte die Band ihren eigenen Stil, den sie danach ohne größere Veränderungen beibehielt.
2002 wurden etwa 200 Exemplare von Forever Under von einem kolumbianischen Label hergestellt, diese Fabrik-Kassetten sind jedoch schwierig zu finden.
Das deutsche Label No Colours Records bot Inquisition eine Veröffentlichung des Debütalbums als Doppel-LP an; da die Band nach dem Ende von War Hammer Records kein Label mehr hatte, wurde auch diskutiert, vollkommen zu No Colours Records zu wechseln. Seitdem sind dort sämtliche Alben von Inquisition erschienen.
2006 veröffentlichte Nuclear War Now! Productions die ersten beiden offiziellen Tonträger gemeinsam unter dem Titel Anxious Death / Forever Under auf CD und Gatefold-Doppel-LP, davon 700 reguläre Exemplare auf schwarzem 180-Gramm-Vinyl mit A2-Poster und Beilage und 300 als „Die-hard“-Version auf Picture-LP und farbigem 180-Gramm-Vinyl mit A2-Poster, zwei Beilagen, gewobenem Aufnäher und Aufkleber.

## Stil

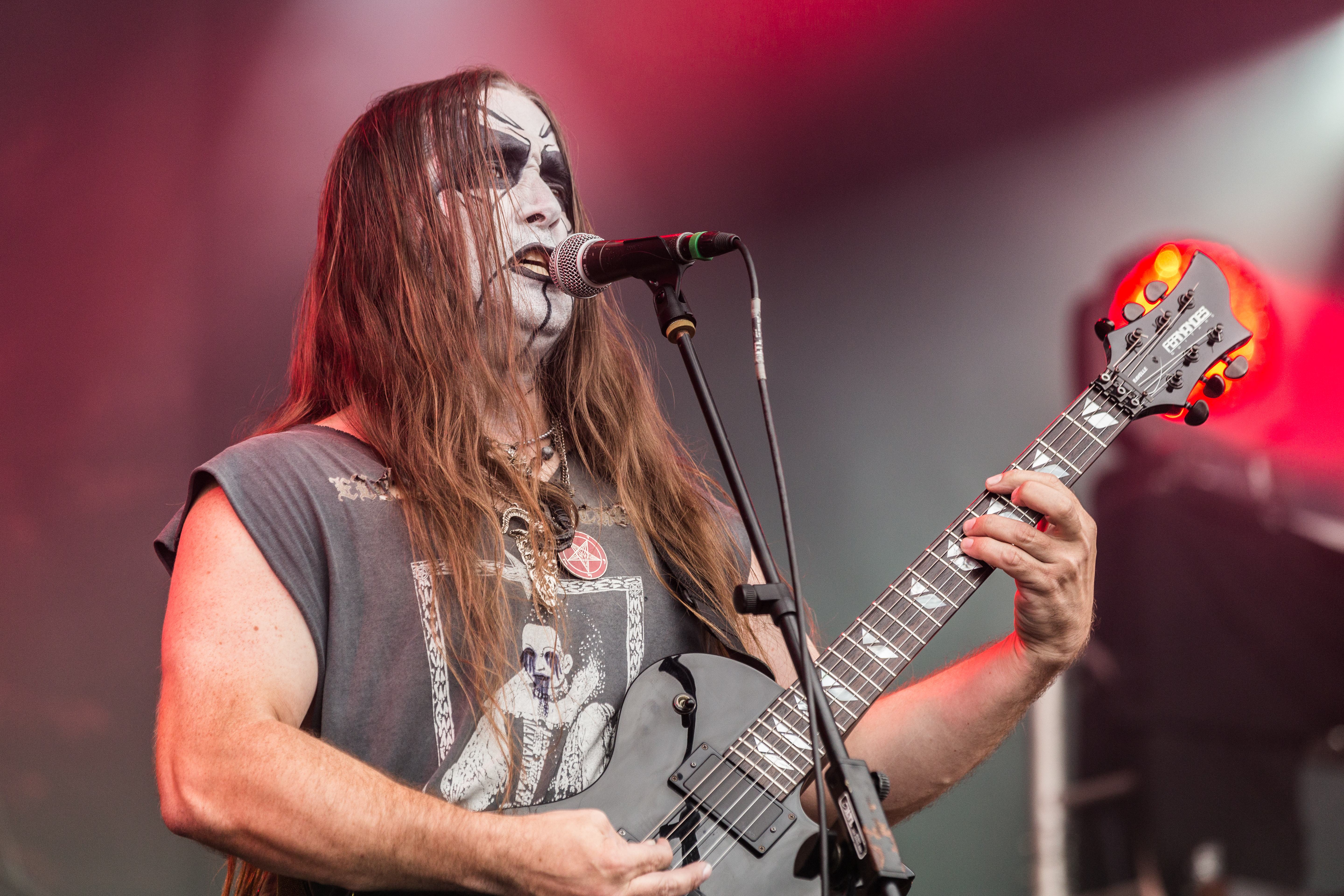
Dagon auf dem Party.San, 2017

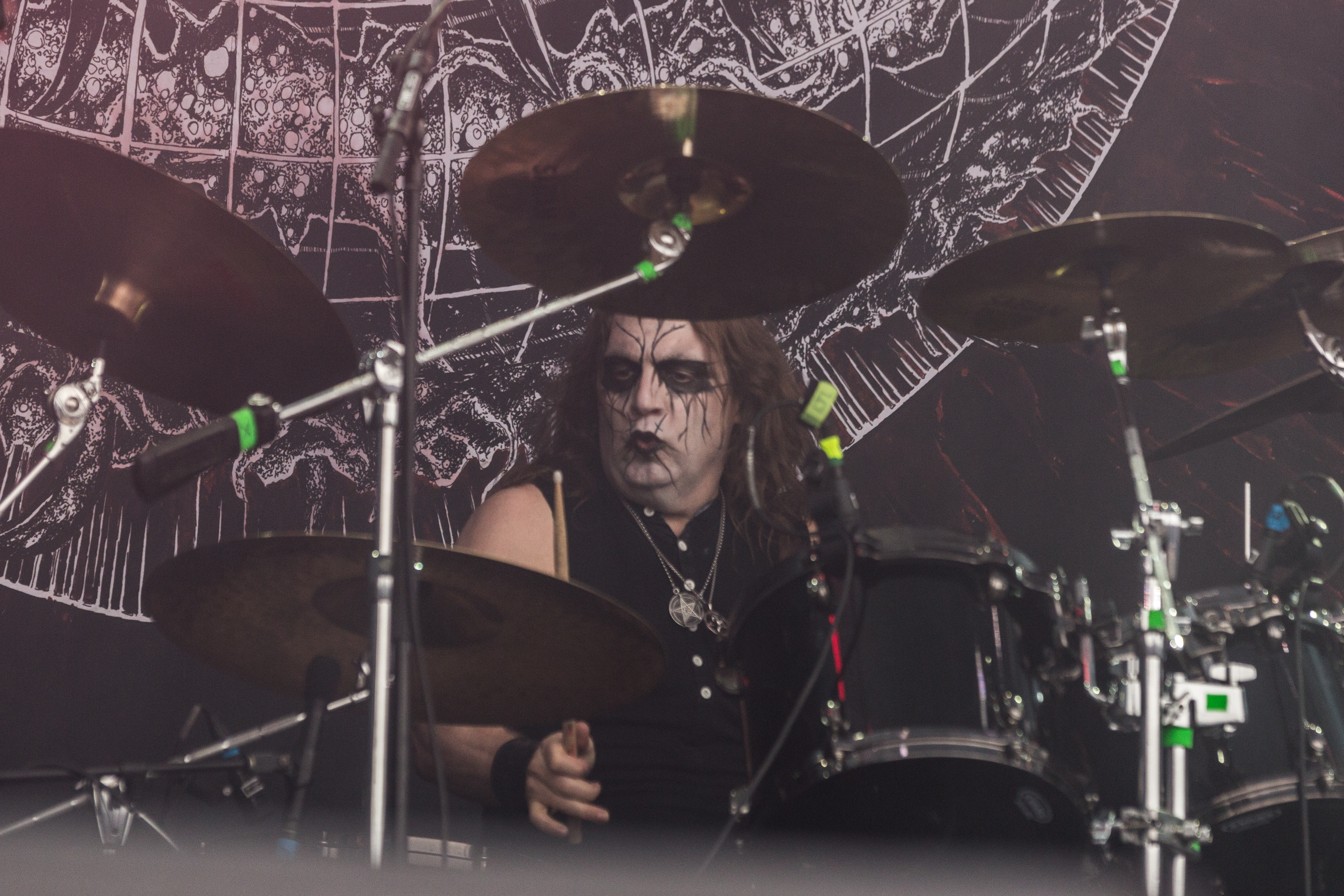
Incubus auf dem Party.San, 2017

Mitte der 1990er Jahre wechselte die Band vom Thrash Metal zu einer Mischung aus blastbeat-lastigem Death Metal mit traditionellem, melodischem Black Metal in mittlerem Tempo, wobei der Gesang zwischen Growling und Screaming wechselte. Andrew Lewandowski schrieb im Chronicles of Chaos, die EP Incense of Rest, die als einzige Veröffentlichung Inquisitions in diesem Stil gehalten ist, sei ein „solides, wenngleich unspektakuläres, Debüt“. Die Band habe das Potential, eine der besseren Bands der Szene zu werden.
Charakteristisch für Inquisitions Musikstil seit dem Debütalbum Into the Infernal Regions of the Ancient Cult, dessen Eigenständigkeit in Kritiken oft betont wird, sind Repetition und Dagons Gesang. Durch die Repetitionen werden hypnotische Passagen erzeugt. Inquisitions Gitarrenspiel vermischt Black- und Heavy-Metal-Riffing. Die Band spielt seit dem zweiten Album Invoking the Majestic Throne of Satan ohne Bassisten, da Dagon und Incubus große Probleme hatten, einen mit passender Mentalität und ohne Drogenproblem zu finden. Dafür ist Dagons Gitarre basslastig.
Dagons monotoner, gesprochener Gesangsstil wird als emotionslos, unmenschlich und einzigartig bezeichnet und polarisiert die Hörer. Oft wird er in englischsprachigen Kritiken als croak (‚krächzen‘ bei Raben und Krähen, ‚quaken‘ bei Froschlurchen) beschrieben, was auch Vergleiche mit den Lauten von Raben oder Fröschen in den Kritiken mit sich bringt.
Auf Invoking the Majestic Throne of Satan wurde die Produktion „insgesamt etwas kräftiger, basslastiger und druckvoller“. Magnificent Glorification of Lucifer weist mehr Tempowechsel und elaboriertere Liedstrukturen auf, rückt dabei jedoch nicht von weitgehend monochromatischen und repetitiven Riffs ab. Gleichzeitig wurden die Lieder insgesamt kürzer.
Klang, Musikstil, Stimme, Konzept und musikalische Ausführung zielen darauf ab, den Hörer von seinem aktuellen Zustand, in dem er bloß Musik hört, zu entfernen. Der Hörer soll darüber reflektieren, dass Black Metal über Musik und Image hinausgeht. Dagon betrachtet die Lieder als Rituale, den Gesang bezeichnet er als vokale Beschwörungen alter Götter; das Schlagzeug, von ihm als „heidnische Kriegstrommel“ bezeichnet, und die Gitarrenmelodien sollen Dämonen beschwören. Beim Schreiben der Lieder achtet Dagon darauf, dass die Atmosphäre aus dem Studio auch bei Konzerten entstehen kann. Einzelne Lieder, die wegen Elementen wie einer Lead-Passage auf einer zweiten Gitarre live so nicht dargebracht werden könnten, werden bei Konzerten nicht gespielt. Der größte Teil der Musik ist allerdings für Auftritte gedacht, und viele Hörer haben Dagon mitgeteilt, dass sie Inquisition nicht mochten, bis sie die Band live sahen.
Dagon wird dabei von vielen unterschiedlichen Musikstilen inspiriert, in jüngerer Zeit weniger vom Metal. Sein größter Black-Metal-Einfluss ist Bathorys The Return......, daneben sind für ihn auch Burzum, die Frühwerke von Immortal und die Essenz der polnischen Black-Metal-Szene, deren Zirkel er seit langem bewundert, wichtige Inspirationen.

## Ideologie
Die Ideologie basiert auf dem Satanismus; Dagon bezeichnet den Black Metal als Musik, die für Satan spricht, und die Existenz seiner Kraft und der Schwarzen Magie beweist. Black Metal kann Dagons Meinung nach jede Form von Antichristentum übernehmen, muss dabei aber auf der Anerkennung Satans als Fundament des Black Metal beruhen. Er sei gleichzeitig Musik, die eine Ideologie erschaffe, und das Resultat einer Ideologie. Black Metal sei die Musik, die zu Weisheit inspirieren müsse, die aus den Schatten zu lernen sei, und die dunkle Fackel von Tod und Zerstörung mit dem alleinigen Ziel, den Glauben der Juden und Christen an Jesus Christus und JHWH zu beenden. Luzifer beweise ihnen, dass der Mensch von Natur aus sein eigener Gott sei und sich vom Monopol der falschen Götter entferne. Vom Dokumentationsarchiv des österreichischen Widerstandes wurden Dagons Äußerung zum Glauben an Jesus und JHWH sowie eine von 2002 ausgelegt, er habe „dunkle Gedanken wie Juden, Christen und andere Insekten zu töten“. Der Liedtitel Crush the Jewish Prophet sorgte mehrfach für Kritik. 2014 wurde behauptet, die Band-Mitglieder seien Neonazis. Dagon bestritt dies allerdings in einem Interview.
Dagon sieht seinen Geist als so alt wie die Zeit selbst an, sodass er beim Schreiben der Lieder für die Band alte und kryptische Inspirationen in modernen Zeiten habe. Dagon wird durch Kunst wie alte Holzschnitte mit dämonischen Darstellungen inspiriert. Außerdem ist er von okkulten Büchern über Schwarze Magie, Dämonologie und satanischen Studien inspiriert. Er beruft sich dabei auf die christlichen und kabbalistischen Interpretationen von Satan und Luzifer und nicht auf den philosophischen Neo-Satanismus. Den theistischen Satanismus betrachtet er im Vergleich zum „modernen“ als Pfad zur linken Hand des Satanismus, als „dunkle Seite der dunklen Seite“. Es seien aber beide Formen des Satanismus gleichermaßen notwendig. Außerdem sind für ihn die Götter der babylonischen Religion von großer Bedeutung. Oftmals konzentriert Inquisition sich auf Baphomet, den Dagon als Kriegsgott der Templer identifiziert.
Dagons Meinung nach soll die durch die Musik transportierte Propaganda ein weites Publikum erreichen, wobei Bands keine Kompromisse bezüglich ihrer Einstellung eingehen dürfen, um mehr Leute zu erreichen. Terroristische Aktionen gegen feindliche Religionen und ihre Anhänger seien das einzige, was im Untergrund bleiben müsse.
Der Band ist es wichtig, dass ihre Mitglieder deren Ausrichtung teilen, deshalb spielen Dagon und Incubus ohne weitere Musiker.

## Diskografie
- 1991: Anxious Death (EP, Eigenverlag)
- 1993: Forever Under (Demo)
- 1996: Summoning the Black Dimensions in the Farallones/Nema (Split mit Profane Creation, Sylphorium Records)
- 1996: Incense of Rest (EP, Defiled Records)
- 1998: Into the Infernal Regions of the Ancient Cult (Album, Sylphorium Records)
- 2002: Invoking the Majestic Throne of Satan (Album, War Hammer Records)
- 2004: Unholy Inquisition Rites (EP, No Colours Records)
- 2004: Magnificent Glorification of Lucifer (Album, No Colours Records)
- 2004: Anxious Death / Forever Under (Kompilation, Nuclear War Now! Productions)
- 2007: Nefarious Dismal Orations (Album, No Colours Records)
- 2010: Ominous Doctrines of the Perpetual Mystical Macrocosm (Album, No Colours Records)
- 2013: Obscure Verses for the Multiverse (Album, Season of Mist)
- 2016: Bloodshed Across the Empyrean Altar Beyond the Celestial Zenith (Album, Season of Mist)
- 2020: Black Mass for a Mass Grave (Album, Agonia Records)
- 2024: Veneration of Medieval Mysticism and Cosmological Violence (Album, Agonia Records)